# Коморув (Буський повіт)
Коморув (пол. Komorów) — село в Польщі, у гміні Пацанув Буського повіту Свентокшиського воєводства.
Населення — 351 особа (2011).
У 1975-1998 роках село належало до Келецького воєводства.

## Демографія
Демографічна структура на день 31 березня 2011 року:
|          | Загалом | Допрацездатний вік | Працездатний вік | Постпрацездатний вік |
| -------- | ------- | ------------------ | ---------------- | -------------------- |
| Чоловіки | 177     | 32                 | 115              | 30                   |
| Жінки    | 174     | 35                 | 95               | 44                   |
| Разом    | 351     | 67                 | 210              | 74                   |